# پیشنهاد ۵۰ میلیونی
پیشنهاد ۵۰ میلیونی فیلمی به کارگردانی و تهیه‌کنندگی مهدی صباغ‌زاده و نویسندگی اصغر عبداللهی محصول سال ۱۳۸۳ ایران است.
این فیلم در تاریخ ۳۰ آذر ۱۳۸۴ در سینماهای ایران اکران شده است.

## خلاصه فیلم
یک زوج جوان برای عبور از مرز احتیاج به پول دارند. آنها تصمیم می‌گیرند یک بازیگر سینما را بدزدند و در یک روز بارانی، آنها تصمیم خود را عملی می‌کنند. در خانه‌ای در شمال کشور، او را زندانی کرده و به او می‌گویند که با مادرش تماس گرفته و به او بگوید پنجاه میلیون تومان پول آماده کند.

## بازیگران
- خسرو شکیبایی در نقش خسرو بردباری
- ماهایا پطروسیان در نقش آیدا
- شهاب حسینی در نقش برمک
- مینا احمدوند در نقش آزاده
- نیکو خردمند در نقش خسرو بردباری
- مهران رجبی در نقش سرهنگ
- افسانه ناصری در نقش گلدونه خانم
- مجید مرادی در نقش مرد قاچاق
- محمد یعقوبی در نقش سردبیر
- محسن شایان‌فر در نقش سرگرد
- ناصر مقدس  در نقش سرگرد
- نسرین خسروی در نقش دکتر زنان

## جشنواره‌ها
پیشنهاد ۵۰ میلیونی در نهمین دوره جشن خانه سینما کاندیدای دریافت بهترین جلوه‌های ویژه (عباس شوقی) بوده‌است.